# 印象III : なんとなく、パブロ
| 専門評論家によるレビュー | 専門評論家によるレビュー |
| レビュー・スコア         | レビュー・スコア         |
| 出典                     | 評価                     |
| ------------------------ | ------------------------ |
| The Japan Times          | 肯定的                   |
| Pitchfork Media          | 6.0/10                   |

『印象III : なんとなく、パブロ』（いんしょうさん : なんとなく、パブロ、英語: Imagining "The Life of Pablo"）は、日本の音楽プロデューサーのToyomuが2016年にリリースしたスタジオ・アルバム。

## 製作
カニエ・ウェストのアルバム『The Life of Pablo』は、当初、音楽配信サーヴィスのTidalでの独占リリースであった。そのため、Tidalが導入されていない日本では聞くことができなかった。京都府を拠点に活動している音楽プロデューサーのToyomuは、それを聞かないまま、自分なりの『The Life of Pablo』を作ることにした。ウェストの『The Life of Pablo』の歌詞はGeniusに、サンプル・クレジットはWhoSampledに掲載されており、それらをもとにToyomuは本作を組み立てた。歌詞は音声合成プログラムが読み上げている。
カニエ・ウェストの過去の作品のなかでは特に『Yeezus』を好んでいるというToyomuは「彼の実験主義から影響を受けた」と語っている。

## リリース
2016年3月16日、ToyomuのBandcamp上でリリースされた。

## 曲目
| #   | タイトル                         | 作詞 | 作曲・編曲 | 時間 |
| --- | -------------------------------- | ---- | ---------- | ---- |
| 1.  | 「汝、光を見たか」               |      |            | 4:38 |
| 2.  | 「導きたまえ」                   |      |            | 2:41 |
| 3.  | 「導きたまえ2」                  |      |            | 1:16 |
| 4.  | 「有名税」                       |      |            | 1:33 |
| 5.  | 「カニエの帰還」                 |      |            | 1:33 |
| 6.  | 「8:38-39」                      |      |            | 2:11 |
| 7.  | 「5:13-16」                      |      |            | 0:44 |
| 8.  | 「不満爆発」                     |      |            | 2:43 |
| 9.  | 「I still love K.A.N.Y.E.」      |      |            | 1:50 |
| 10. | 「ゆらゆらボックス」             |      |            | 2:39 |
| 11. | 「BTI (Break The Internet)」     |      |            | 1:54 |
| 12. | 「いつみても波瀾万丈」           |      |            | 3:28 |
| 13. | 「マン・ウィズ・ア・ミッション」 |      |            | 0:58 |
| 14. | 「波乗りマックス」               |      |            | 1:05 |
| 15. | 「スメケに逢いたい」             |      |            | 3:34 |
| 16. | 「LAシンドローム」               |      |            | 3:25 |
| 17. | 「nikeezy」                      |      |            | 1:31 |
| 18. | 「増>>>>減<<<<増」               |      |            | 4:03 |